# Фундаментальне представлення
В теорії представлень груп Лі і алгебр Лі, фундаментальне представлення — це незвідне скінченновимірне представлення напівпростої групи Лі або алгебри Лі, старша вага якого є фундаментальною вагою. Наприклад, визначальний модуль класичної групи Лі є фундаментальним представленням. Будь-яке скінченновимірне незвідне представлення напівпростої групи Лі або алгебри Лі повністю визначається своєю старшою вагою (теорема Картана) і може бути побудовано з фундаментальних представлень за допомогою процедури, описаної Елі Картаном. Таким чином, фундаментальні представлення є в деякому сенсі елементарними будівельними блоками для довільних скінченновимірних представлень.